# Sandon (Hertfordshire)
Sandon – wieś i civil parish w Anglii, w Hertfordshire, w dystrykcie North Hertfordshire. W 2011 civil parish liczyła 495 mieszkańców. Sandon jest wspomniana w Domesday Book (1086) jako Sandone.